# Орентас, Кестутис
Кестутис Орентас (лит. Kęstutis Orentas; род. 15 марта 1939, Шакяй) — советский литовский легкоатлет, специалист по кроссу и бегу на длинные дистанции. Выступал за сборную СССР по лёгкой атлетике в 1960-х годах, победитель и призёр первенств всесоюзного значения, участник летних Олимпийских игр в Токио. Представлял Вильнюс и спортивное общество «Динамо».

## Биография
Кестутис Орентас родился 15 марта 1939 года в городе Шакяй, Литва.
Занимался лёгкой атлетикой в Вильнюсе, состоял в добровольном спортивном обществе «Динамо».
Впервые заявил о себе на всесоюзном уровне в сезоне 1963 года, когда выиграл бронзовую медаль в дисциплине 5 км на чемпионате СССР по кроссу в Мукачево.
В марте 1964 года одержал победу в 5-километровой гонке на чемпионате СССР по кроссу в Ужгороде. Позже на Мемориале братьев Знаменских в Москве превзошёл всех соперников и установил свой личный рекорд в беге на 5000 метров — 13:45.0. Попав в состав советской сборной, в той же дисциплине выступил в матчевой встрече со сборной США в Лос-Анджелесе, взял бронзу на чемпионате СССР в Киеве. Благодаря череде удачных выступлений удостоился права защищать честь страны на летних Олимпийских играх в Токио, где остановился на предварительном квалификационном этапе дистанции 5000 метров.
В 1965 году бежал 5000 метров в матчевой встрече со сборной США в Киеве, занял четвёртое место на Универсиаде в Будапеште, стал бронзовым призёром на чемпионате СССР в Алма-Ате.
В 1966 году взял бронзу в дисциплине 5 км на чемпионате СССР по кроссу в Ессентуках и в беге на 5000 метров на чемпионате СССР в Днепропетровске.
В 1967 году победил в 5-километровом забеге на кроссовом чемпионате СССР в Ессентуках.